# Elsa Thulin
Elsa Harriet Thulin, ursprungligen Sachs, född 19 januari 1887 i Stockholm, död 29 mars 1960 i Stockholm, var en svensk översättare och skribent. 

## Biografi
Efter studentexamen vid Wallinska skolan i Stockholm 1906 studerade Thulin vid Uppsala universitet, där hon 1908 blev filosofie kandidat i engelska, tyska och romanska språk. Som översättare debuterade hon i tjugoårsåldern, och var sedan verksam långt in på 1950-talet. Thulin översatte huvudsakligen från franska, däribland André Maurois, Albert Camus och André Gide, men även från norska (Trygve Gulbranssen, Sigrid Boo) danska (William Heinesen), italienska (Luigi Pirandello) och engelska (Daphne du Maurier). För sin gärning som översättare från franskan utsågs hon till officer av den franska orden Akademiska palmen samt till riddare av Hederslegionen.
Utöver sin gärning som översättare var Thulin även verksam som skribent från 1920-talet. Som debattör verkade hon bland annat för bättre villkor för litterära översättare, och var från 1930-talet en profilerad antinazist. Vid Svenska översättarförbundets bildande 1954 blev hon dess första ordförande, och kvarstod som sådan fram till sin död.
1960 instiftades ett översättarpris i Elsa Thulins namn, Elsa Thulins översättarpris. Hon blev själv den första pristagaren.

### Familj
Thulin var dotter till köpmannen Ludvig Sachs (1860–1938) och dennes hustru Bertha Stiebel (1866–1944). Från 1910 var hon gift med hovrättsaktuarien John Daniel Thulin (1881–1942). De fick två barn: Ebba Helena (1911–1988) och Lars Gustav (1913–1998). 

## Priser och utmärkelser
- 1955 – Boklotteriets stipendiat
- 1956 – Svenska Akademiens översättarpris
- 1960 – Elsa Thulins översättarpris